# 埃烏克

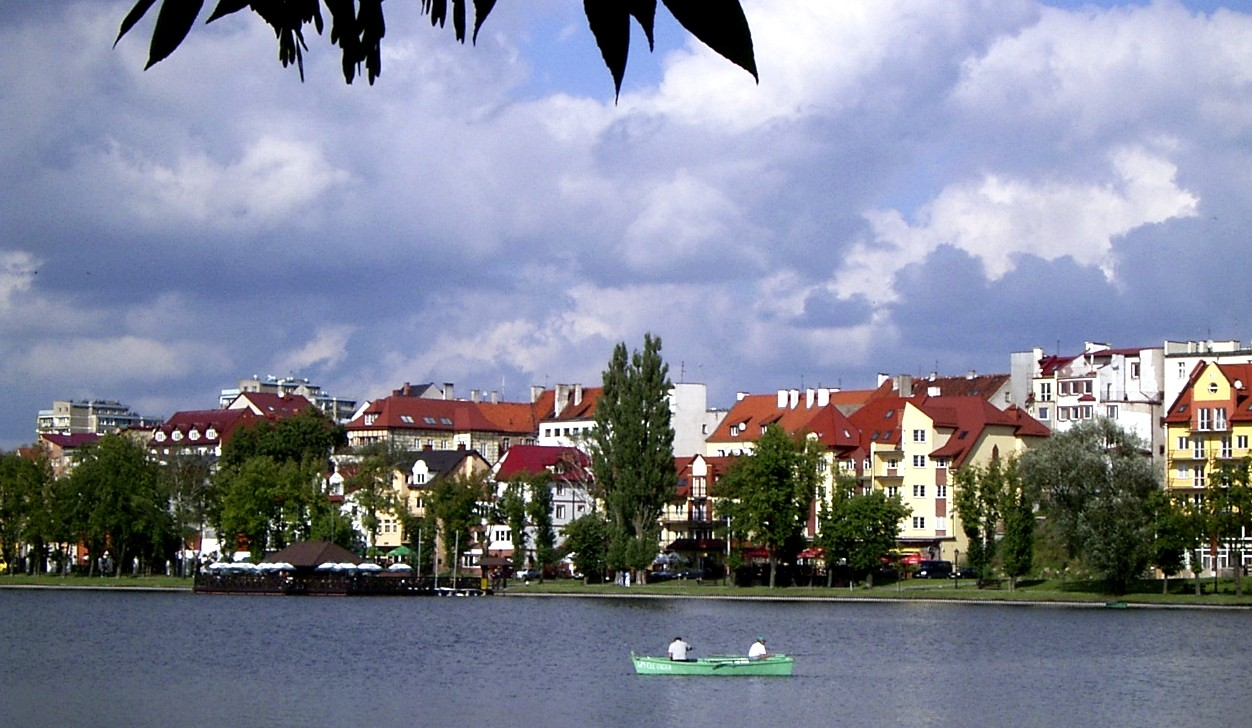

埃烏克（波兰语：Ełk；德语：Lyck，吕克）是波蘭瓦爾米亞-馬祖里省的城市，位於該國東北部，距離瓦爾米亞-馬祖里省首府奧爾什丁約120公里，始建於1237年，面積22.07平方公里，2021年人口61677。

## 外部連結
- Municipal website（波兰語）
- Ełk information（页面存档备份，存于） （波兰語）
- Kreisgemeinschaft Lyck e.V. （页面存档备份，存于） （德文）
- Historical postcards from Lyck (Ełk) （页面存档备份，存于）
- Google satellite photo

53°50′N 22°21′E / 53.833°N 22.350°E